# Wiloatma bifurcata
Wiloatma bifurcata är en insektsart som beskrevs av Webb 1983. Wiloatma bifurcata ingår i släktet Wiloatma och familjen dvärgstritar. Inga underarter finns listade i Catalogue of Life.